# Passalus striatissimus
Passalus striatissimus es una especie de coleóptero de la familia Passalidae.

## Distribución geográfica
Habita en Brasil.